# Phyllolabis mannheimsi
Phyllolabis mannheimsi är en tvåvingeart som beskrevs av Alexander 1961. Phyllolabis mannheimsi ingår i släktet Phyllolabis och familjen småharkrankar. Inga underarter finns listade i Catalogue of Life.